# Luces de Tally

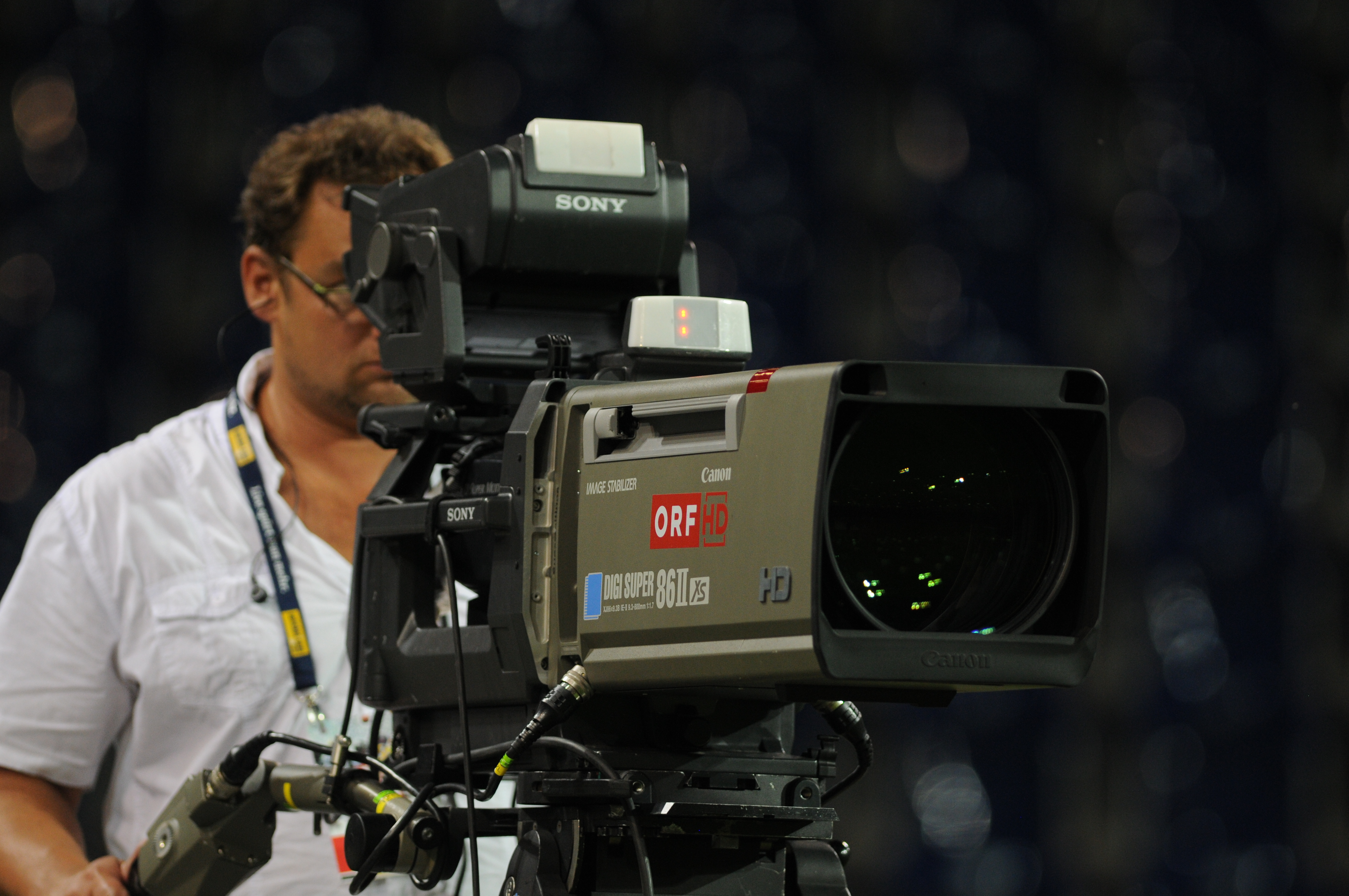
Cámara Sony con los pilotos encendidos en su zona media

Las luces de Tally son pequeños LEDs, generalmente de color rojo, situados en la parte superior de las cámaras de video de tipo Studio, ENG y EFP. 
Son las que indican a los presentadores de televisión y a los actores cuándo se está transmitiendo por una cámara.